# Marsonnas
Marsonnas ist eine französische Gemeinde mit 1.034 Einwohnern (Stand: 1. Januar 2022) im Département Ain in der Region Auvergne-Rhône-Alpes. Sie gehört zum Kanton Attignat im Arrondissement Bourg-en-Bresse und ist Mitglied im Gemeindeverband Bassin de Bourg-en-Bresse. 

## Geographie
Marsonnas liegt etwa 18 Kilometer nordwestlich von Bourg-en-Bresse und etwa 18 Kilometer ostnordöstlich der Stadt Mâcon.
Im Gemeindegebiet entspringt das Flüsschen Bief de Rollin.
Umgeben ist Marsonnas von den Nachbargemeinden Béréziat im Norden und Nordwesten, Saint-Jean-sur-Reyssouze im Norden, Jayat im Nordosten, Montrevel-en-Bresse im Osten, Saint-Didier-d’Aussiat im Süden, Saint-Sulpice im Süden und Südwesten, Bâgé-Dommartin im Westen sowie Boissey im Nordwesten.

## Bevölkerungsentwicklung
| Jahr                       | 1962 | 1968 | 1975 | 1982 | 1990 | 1999 | 2006 | 2019 |
| Einwohner                  | 770  | 702  | 683  | 734  | 728  | 727  | 841  | 1011 |
| Quellen: Cassini und INSEE |      |      |      |      |      |      |      |      |

## Sehenswürdigkeiten

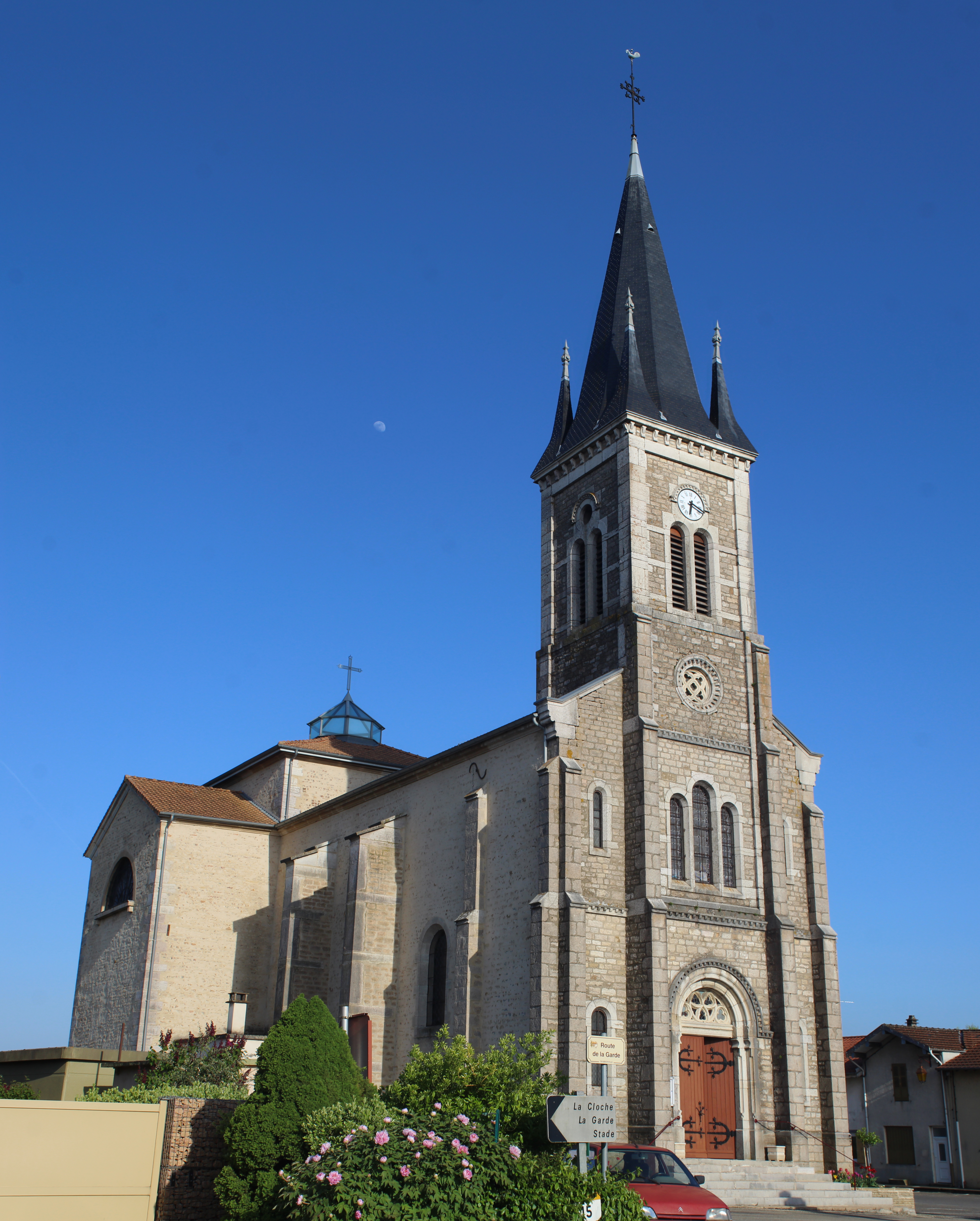
Kirche Saint-Pierre et Saint-Paul

- Kirche Saint-Pierre et Saint-Paul
- Schloss Beviers